# Laphria comata
Laphria comata är en tvåvingeart som beskrevs av White 1918. Laphria comata ingår i släktet Laphria och familjen rovflugor. Inga underarter finns listade i Catalogue of Life.